# Robert le Bougre
Pour les articles homonymes, voir Bougre.
Robert le Petit (1173-1239), plus connu sous le nom de Robert le Bougre, est un inquisiteur dominicain du XIIIe siècle.

## Biographie
Ancien « parfait » cathare dans le Milanais, il y gagne son surnom de « bougre », terme utilisé à l'époque pour désigner un hérétique (de « Bulgare » à cause de la parenté supposée entre le catharisme et le bogomilisme bulgare). Revenu dans les rangs de l'orthodoxie catholique, jusqu'à l'intransigeance, il rejoint l'ordre des dominicains.
En 1233, le pape Grégoire IX le nomme inquisiteur en Bourgogne. Son zèle et son efficacité, nourris de son expérience passée, le mènent à des vagues d'exécutions, qu'il défère cependant toujours au bras séculier : la règle constante était, en effet, que l'Eglise catholique n'exécute pas elle-même. Il se distingue notamment à la Charité-sur-Loire, où il fait mener  50 hérétiques au bûcher. Il se heurte alors aux archevêques de Reims et de Sens, choqués par ce qu'ils considèrent comme une atteinte à leurs droits canoniques. En effet, les règles de l'Inquisition et la répartition des pouvoirs se voulaient très précises et prévues avec soin ; quand la lutte contre les Cathares fut décidée, il apparut que les évêques qui devaient la mener étaient cependant empêchés par les limites géographiques de leurs diocèses ; la papauté décida alors d'instituer des "légats apostoliques", de sorte que coexistaient deux inquisitions, l'épiscopale - les évêques, dans les limites de leur diocèse - et la légatine, dont l'étendue était déterminée par l'autorité romaine. Les juges eux-mêmes étaient contrôlés par des assesseurs - des religieux, des magistrats, des juristes... - qui veillaient à la validité des dénonciations, des preuves et de tous les aspects de la procédure. Comme tous les légats apostoliques, Robert était astreint à l'obligation de ne prononcer des peines que sur l'avis conforme des évêques diocésains, ou, en leur absence, de leur vicaire, "ut in tante animadversionis judicio, non postponenda pontificum auctoritas intercedat" (De Laborde, "Layettes du trésor des Chartes", tome III, Paris).
Suspendu en 1234 par le même pape Grégoire IX, il peut reprendre son activité dès l'année suivante, cette fois avec le titre d'inquisiteur général du royaume de France ("per universum regnum Franciae"), mais avec de sévères conseils de prudence : le pape recommandait que Robert agît avec le conseil des évêques et des religieux. Rien n'y fit : il se montra de nouveau encore plus impitoyable, cette fois non seulement contre les hérétiques, mais également contre ceux qui ne les dénonçaient pas. Son activité brutale lui vaut le surnom de malleus haereticorum, le « Marteau des hérétiques ». Robert reprend ses tournées : de 1236 à 1239, il mène l'Inquisition à Châlons-en-Champagne, Cambrai, Péronne, Douai et Lille, totalisant une cinquantaine d'hérétiques  conduits au bûcher par le bras séculier. En 1239, il se tourne de nouveau vers la Champagne. Profitant de la foire de Provins pour organiser une vaste rafle, il traduit 186-187 personnes et les condamne au bûcher au Mont Wimer, selon le chiffre fourni par le chroniqueur cistercien Aubry de Trois-Fontaines, témoin oculaire.
Mais l'action de Robert le Bougre entrait toujours en conflit avec les règles ordinaires du fonctionnement de l'Inquisition, notamment son caractère collégial, et continuait de trahir l'esprit des enquêtes et des procédures telles qu'elles avaient été fixées depuis le décret de Lucius III, édicté à Vérone en 1184. Irrité, Grégoire IX, après instruction, le démit de ses fonctions et le condamna à l'emprisonnement perpétuel. Mais nous ne pouvons êtes sûrs que la peine fut appliquée dans toute sa rigueur : les peines de l'Inquisition, même les plus sévères, étant souvent atténuées voire effacées, ce que reconnaît aussi Henry-Charles Lea dans son "Histoire de l'Inquisition", il n'est pas impossible que Robert ait fini ses jours dans un des couvents de son ordre, simplement astreint à des pénitences d'ordre spirituel.

### Liens
- Notice dans un dictionnaire ou une encyclopédie généraliste :   - Universalis